# 卡德納爾金特羅市

卡德納爾金特羅市（西班牙語：Municipio Cardenal Quintero），是委內瑞拉的一個市，位於該國西部梅里達州，首府設於聖多明哥，面積350平方公里，2007年人口9,546，人口密度每平方公里27人。